# 贝丝·C·莱文
贝丝·C·莱文（英語：Beth Cindy Levine，1960年4月7日—2020年6月15日）是一位美国微生物学家，霍华德·休斯医学研究所研究员，得克萨斯大学西南医学中心教授，是哺乳动物细胞的自噬研究的先驱。